# Вранче
Вранче (мкд. Вранче) је насеље у Северној Македонији, у средишњем делу државе. Вранче припада општини Дољнени.

## Географија
Насеље Вранче је смештено у средишњем делу Северне Македоније. Од најближег већег града, Прилепа, насеље је удаљено 20 km северозападно.
Рељеф: Вранче се налази у средишњем делу Пелагоније, највеће висоравни Северне Македоније. Насељски атар је махом равничарски, без већих водотока, док се даље ка истоку издиже планина Трескавац. Надморска висина насеља је приближно 600 метара.
Клима у насељу је континентална.

## Становништво
По попису становништва из 2002. године, Вранче је имало 105 становника.
Претежно становништво у етнички Македонци (100%).
Већинска вероисповест у насељу је православље.